# 아세토페논
아세토페논(영어: acetophenone)은 화학식 C6H5C(O)CH3을 갖는 유기 화합물이다. 가장 단순한 형태의 방향성 케톤이다. 무색의 점성이 있는 액체이다.
19세기 말, 20세기 초에 아세토페논은 의료용으로 사용되었다. Hypnone이라는 브랜드명으로 수면제와 항경련제으로 광고되었다.

## 제조
C6H5C(CH3)2O2H  →  C6H5C(O)CH3  +  CH3OH

## 자연 발생
아세토페논은 수많은 음식에서 자연스럽게 발생하며 여기에는 사과, 치즈, 살구나무절, 바나나, 쇠고기, 콜리플라워 등이 포함된다.

## 독성
LD50은 815mg/kg(쥐 구강 투여)이다. 아세토페논은 현재 그룹 D 발암물질로 분류되어 있으며 이는 인간에게 암을 유발한다는 증거는 없음을 의미한다.